# French Championships de 1963
O French Championships de 1963 foi um torneio de tênis disputado nas quadras de saibro do Stade Roland Garros, em Paris, na França, entre 13 e 26 de maio. Corresponde à 62ª edição.

## Finais

### Profissional
| Categoria | Evento    | Campeã(s)(o/ões)                          | Vice-campeã(s)(o/ões)            | Resultado          | Chave(s)  | Chave(s)       |
| --------- | --------- | ----------------------------------------- | -------------------------------- | ------------------ | --------- | -------------- |
| Simples   | Masculino | Roy Emerson                               | Pierre Darmon                    | 3–6, 6–1, 6–4, 6–4 | principal | qualificatório |
| Simples   | Feminino  | Lesley Turner Bowrey                      | Ann Haydon Jones                 | 2–6, 6–3, 7–5      | principal | qualificatório |
| Duplas    | Masculino | Roy Emerson Manuel Santana                | Gordon Forbes Abe Segal          | 6–2, 6–4, 6–4      | principal | principal      |
| Duplas    | Feminino  | Ann Haydon Jones Renee Schuurman Haygarth | Margaret Court Robyn Ebbern      | 7–5, 6–4           | principal | principal      |
| Duplas    | Misto     | Margaret Court Ken Fletcher               | Lesley Turner Bowrey Fred Stolle | 6–1, 6–2           | principal | principal      |

### Juvenil
| Categoria | Evento    | Campeã(s)(o/ões)     | Vice-campeã(s)(o/ões) | Resultado     | Chave(s)  | Chave(s)       |
| --------- | --------- | -------------------- | --------------------- | ------------- | --------- | -------------- |
| Simples   | Masculino | Nicky Kalogeropoulos | Thomaz Koch           | 2–6, 9–7, 6–3 | principal | qualificatório |
| Simples   | Feminino  | Monique Salfati      | Annette Van Zyl       | 6–2, 4–6, 6–1 | principal | qualificatório |